# Marc Gual (hockeista su pista)
Marc Gual Rosell (Sant Sadurní d'Anoia, 13 dicembre 1980) è un hockeista su pista e allenatore di hockey su pista spagnolo del Forte dei Marmi.

## Palmarès

### Club

#### Titoli nazionali
- Campionato spagnolo: 7

Reus Deportiu: 2010-2011
Barcellona: 2011-2012, 2013-2014, 2014-2015, 2015-2016, 2016-2017, 2017-2018
- Coppa del Re: 6

Reus Deportiu: 2006
Barcellona: 2011, 2012, 2016, 2017, 2018
- Supercoppa di Spagna: 7

Reus Deportiu: 2006
Barcellona: 2011, 2012, 2013, 2014, 2015, 2017

#### Titoli internazionali
- CERH European League: 4

Reus Deportiu: 2008-2009
Barcellona: 2013-2014, 2014-2015, 2017-2018
- Coppa CERS/WSE: 2

Reus Deportiu: 2003-2004
Deportivo Liceo: 2009-2010
- Supercoppa d'Europa/Coppa Continentale: 2

Barcellona: 2015-2016, 2018-2019
- Coppa Intercontinentale: 2

Reus Deportiu: 2010
Barcellona: 2014
- Coppa del Mondo per club: 1

Reus Deportiu: 2008

### Nazionale
- Campionati del mondo: 5

San Jose 2005, Montreux 2007, Vigo 2009, San Juan 2011, Angola 2013
- Campionati d’Europa: 4

Monza 2006, Oviedo 2008, Wuppertal 2010, Paredes 2012